# Hrabství Donegal
Hrabství Donegal (irsky Contae Dhún na nGall nebo Contae Thír Chonaill, anglicky County Donegal) je irské hrabství, nacházející se na severu země v bývalé provincii Ulster. Sousedí s hrabstvím Leitrim a se severoirským hrabstvím Fermanagh na jihu a se severoirskými hrabstvími Londonderry (Derry) a Tyrone na východě. Západní pobřeží omývá Donegalský záliv a Atlantský oceán.
Hlavním městem hrabství je Lifford. Hrabství má rozlohu 4841 km² a žije v něm přibližně 161 tisíc obyvatel.
Mezi zajímavá místa patří 600 metrů vysoké útesy Slieve League, hrad Donegal Castle či dolmen Kilclooney. Nejvyšší vrchol pohoří Derryveagh Mountains a nejvyšší vrchol v hrabství je Errigal, hora vysoká 751 metrů (2 464 stop). Mys Malin Head je nejsevernějším bodem celého Irska.
Dvoupísmenná zkratka hrabství, používaná zejména na SPZ, je DL.